# Spheciospongia solida
Spheciospongia solida är en svampdjursart som först beskrevs av Ridley och Arthur Dendy 1886.  Spheciospongia solida ingår i släktet Spheciospongia och familjen borrsvampar.
Artens utbredningsområde är Filippinerna. Inga underarter finns listade i Catalogue of Life.